# Cabaña de James P. Hidley
La cabaña James P. Hidley es una pequeña casa de estilo gótico carpintero en el oeste del condado de Butler, Ohio, Estados Unidos. Erigida en 1860, es una de las pocas casas de este estilo en la zona y ha sido declarada sitio histórico. 
La cabaña se encuentra en un terreno que perteneció inicialmente al pionero del condado de Butler, Samuel Dick, quien adquirió el título en 1801. Se lo legó a su hijo David, quien construyó un molino harinero y un aserradero en la propiedad en 1810. Tras una compleja serie de transferencias de propiedad, Hidley adquirió la propiedad tanto del molino como del terreno donde se construyó la casa, pero con años de diferencia. Organizó la construcción de la casa en 1860, ocho años antes de adquirir la propiedad completa del molino, que finalmente fue demolido en 1940. 
Construida con paredes de tablas de madera sobre cimientos de piedra,  la casa presenta numerosos elementos del estilo gótico carpintero. Las paredes son de tablas y listones, a diferencia del típico revestimiento de tablas, mientras que el tejado a dos aguas y el porche presentan aleros finamente decorados y otros detalles de madera.  Las puertas y ventanas están ubicadas tanto en la fachada como en los laterales, con una sola ventana en la planta superior. Una chimenea se encuentra en el centro de la línea del tejado.
En 1980, la Cabaña Hidley fue incluida en el Registro Nacional de Lugares Históricos, una distinción que ahora ostentan más de ochenta lugares en todo el condado. Calificó para la designación debido a su arquitectura históricamente significativa,  ya que muy pocas casas auténticas de estilo gótico carpintero construidas en el condado de Butler han sobrevivido hasta nuestros días. 